# مسجد قرة باغي
مسجد قرة باغي هو مسجد تاريخي يعود إلى عصر القاجاريون، ويقع في تبريز.